# Popeye (ракета)
Popeye (івр. פופאי; також відома за американським позначенням AGM-142 Have Nap) — ізраїльська тактична ракета класу "повітря - поверхня", відноситься до високоточної зброї. Розроблена спільно ізраїльською компанією Rafael (Рафаель) та корпорацією Martin Marietta. Виробництво для Армії оборони Ізраїлю було розпочато у 1985 році.
Оснащувалась інфрачервоною головкою самонаведення, що діє на завершальній ділянці траєкторії, основна маршова ділянка проходить під керуванням ІНС. Система наведення ракети дозволяє керувати ракетною вручну. Може комплектуватись телевізійною чи інфрачервоною головкою самонаведення залежно від моделі ракети. Двигун одноступінчастий твердопаливний.
Військово-повітряні сили США купили першу партію зі 154 ракет у 1989 р. після чого друга партія з 54 ракет була придбана у 1996 році.
У травні 1997 року Ізраїль та Туреччина підписали угоду на суму понад 500 млн дол. США щодо створення спільного підприємства для спільного виробництва ракет у Туреччині.
Вартість ракети складає 1 540 000 доларів США.

## Тактико-технічні характеристики
- Маса: 1360 кг
- Бойова частина: осколково-фугасна або проникаюча I-800
  - Маса БЧ: 340 або 360 кг
- Розмах: 1,98 м
- Довжина: 4,83 м
- Ширина: 0,53 м
- Дальність: 80 км
- Двигун: РДТТ
- Наведення ІНС + ІЧ/ТВ ГСН
- Літак-носій: B-52H, F-111, F-4

## Експлуатанти
- — ПВС Ізраїля
- — ПВС США
- — ПВС Туреччини
- — ПВС Індії
- — ПВС Республіки Корея
- — ПВС Австралії